# Kabomba

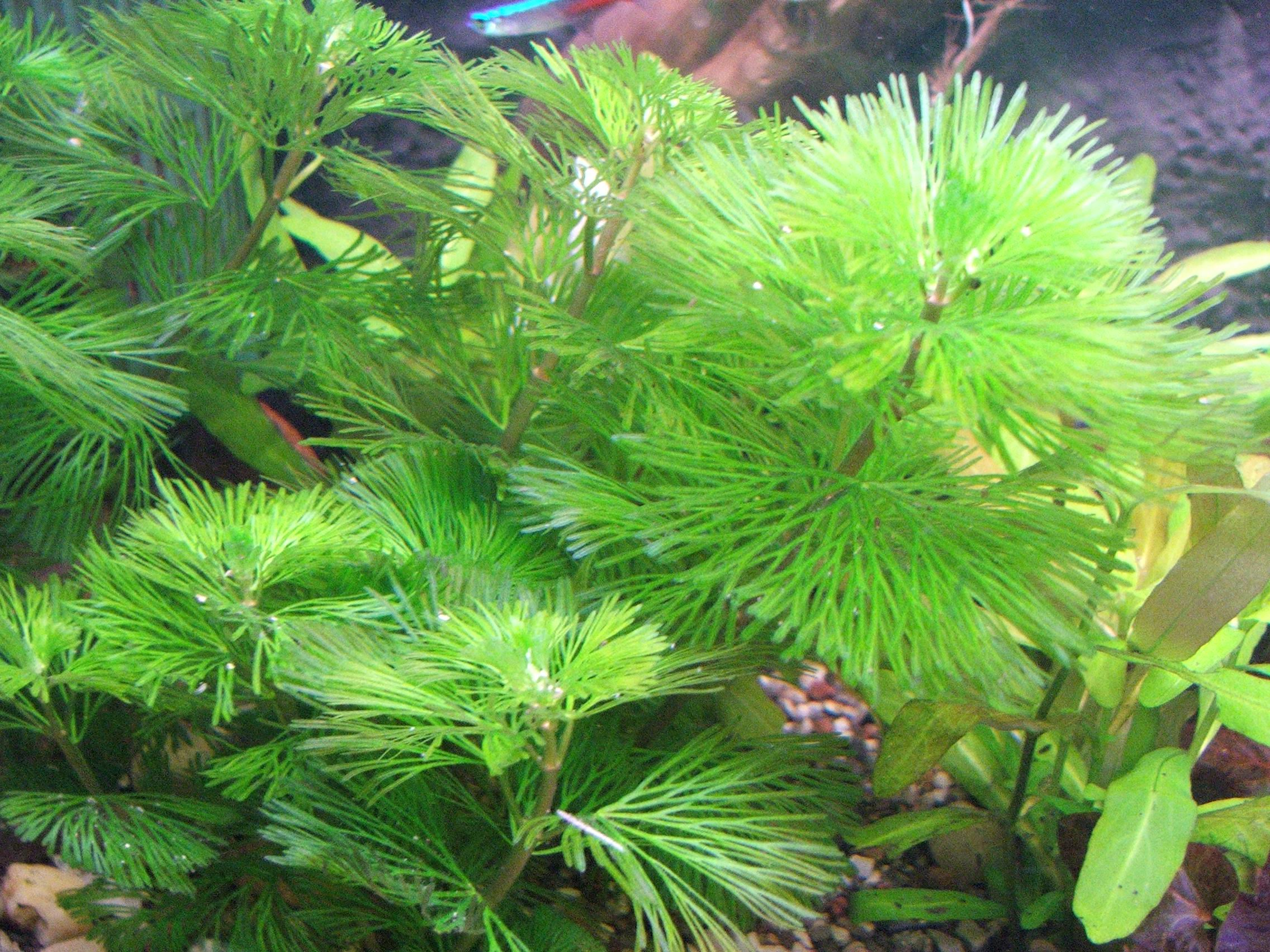
Kabomba wodna – liście podwodne

Kabomba (Cabomba Aublet) – rodzaj roślin z rodziny pływcowatych. Należy tu pięć gatunków hydrofitów występujących głównie w Ameryce Południowej i Północnej w strefie tropikalnej i pod wpływem klimatu umiarkowanego ciepłego, tylko jeden gatunek w Azji. Kabomba karolińska C. caroliniana jest gatunkiem inwazyjnym w Europie, zarejestrowana została także jako introdukowana i już najwyraźniej trwale obecna w Polsce (staw we wsi Krążek koło Olkusza).
Rośliny te zasiedlają zbiorniki z wodami stojącymi i cieki. Ze względu na walory ozdobne niektóre gatunki uprawiane są jako rośliny akwariowe.

## Morfologia
PokrójRośliny wodne o młodych fragmentach pędów zwykle czerwonawo nabiegłych, nieco śluzowate.
LiścieDwojakiego rodzaju – podwodne i pływające. Podwodne są okazałe, wyrastają na całej długości pędu w okółkach lub naprzeciwlegle. Blaszka silnie podzielona na dichotomicznie rozwidlone łatki w ogólnym zarysie sercowate. Liście pływające są drobne, wyrastają tylko na szczycie pędu podczas kwitnienia. Ich blaszka jest równowąsko-eliptyczna lub strzałkowata, z ogonkiem osadzonym centralnie, na obu końcach blaszka zaostrzona lub rozwidlająca się.
KwiatyKrótkoszypułkowe, z dość okazałym okwiatem. Działki jajowate, płatki owalne, w obu wypadkach w okółkach po 3, z paznokciem, czasem z uszkami. Płatki mają barwę białą, żółtą do purpurowej. Pręciki w liczbie 3–6, słupków 2–4 zakończonych główkowatymi znamionami.
OwoceKształtu gruszkowatego z jajowatymi nasionami.

## Systematyka
Pozycja systematyczna według Angiosperm Phylogeny Website (aktualizowany system APG IV z 2016)
Klad siostrzany dla rodzaju płoczyniec (Brasenia) w obrębie rodziny pływcowatych, będącej z kolei kladem siostrzanym dla rodziny grzybieniowatych w obrębie rzędu grzybieniowców.
Wykaz gatunków
- Cabomba aquatica Aubl. – kabomba wodna
- Cabomba caroliniana A.Gray – kabomba karolińska
- Cabomba furcata Schult. & Schult.f.
- Cabomba haynesii Wiersema
- Cabomba palaeformis Fassett
- Cabomba schwartzii Rataj